# Noah Kahan
Pour les articles homonymes, voir Kahan.
Noah Kahan, né le 1er janvier 1997 à Strafford, est un auteur-compositeur-interprète américain de pop-folk signé chez Republic Records depuis 2017. 

## Biographie

### Jeunesse
Noah Kahan est né et a grandi à Strafford, dans le Vermont. Il commence à écrire des chansons à l'âge de 8 ans et les met en ligne sur SoundCloud où il commence à se faire connaître. 
À 17 ans, il commence à travailler avec le producteur et ami d'enfance, Cwenga Matanzima. C'est à ce moment qu'il va rencontrer son manager actuel, Drew Simmons. Sa musique attire également l'attention d'auteurs-compositeurs tels que Dan Wilson connu pour son travail avec Adele, Scott Harris, Carrie Underwood, entre autres. Il déclare que ses deux objectifs de carrière sont : être vérifié sur Instagram et avoir une page Wikipédia. 
Certaines de ses inspirations sont Paul Simon, Cat Stevens, Counting Crows, Hozier et Mumford and Sons.

### Carrière
En 2016, il signe chez Republic Records et il commence à travailler avec le producteur Joel Little, connu pour son travail avec Lorde et Khalid. Il enregistra six chansons avec lui. Il sort son premier single "Young Blood" en janvier 2017. 
En septembre 2017, Il sort " Hurt Somebody ", le premier single de son prochain EP du même nom. Le titre est réenregistré après avec l'artiste Julia Michaels, nommée aux Grammy Awards. L'EP complet sort en janvier 2018.
Le 8 avril 2019, il annonce son premier album studio intitulé Busyhead, qui comprend la version avec  Julia Michaels de "Hurt Somebody" ainsi que deux autres singles "False Confidence" et "Mess". L'album sort le 14 juin 2019.
Le 30 avril 2020, il annonce sur Instagram qu'il sort un EP titré Cape Elizabeth à minuit. L'enregistrement dure plus d'une semaine au studio d'un de ses amis, Phin Choukas. 
Aux côtés d'Emma Stone, il est l'invité musical de l'émission de variété Saturday Night Live du 2 décembre 2023. C'est un rêve de jeunesse réalisé pour le chanteur.  

## Tournées
Il fait l'ouverture des concerts de Ben Folds et d'Anderson East aux États-Unis en février 2017, puis ceux de Milky Chance en mars 2017. Plus tard c'est pour une tournée sur la côte Est de The Strumbellas qui debute le 12 octobre 2017 à Milwaukee, Wisconsin, et se termine le 14 novembre 2017 à Buffalo, New York. En avril et mai 2018, il est avec George Ezra lors de sa tournée nord-américaine . Il commence directement après sa propre tournée à travers l'Europe . Il se lance ensuite dans une tournée mondiale en octobre et novembre 2018. Il fait ensuite la première partie de Dean Lewis lors de sa tournée en Europe en février 2019. Son premier spectacle en 2024, lors de sa tournée Stick Season, sera le 26 février 2024.

## Discographie

### Albums studio
- 2019 : Busyhead
- 2021 : I Was / I Am
- 2022 : Stick Season
- 2022 : Stick Season (We’ll all be here forever)

### EPs
- 2018 : Hurt Somebody
- 2020 : Cape Elizabeth